# Léonie Geisendorf

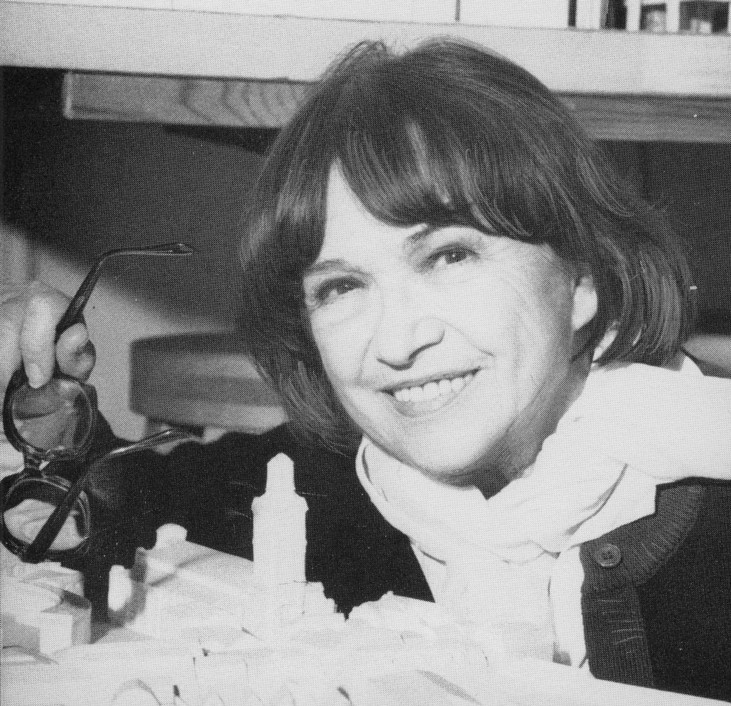
Geisendorf (1960er-Jahre)

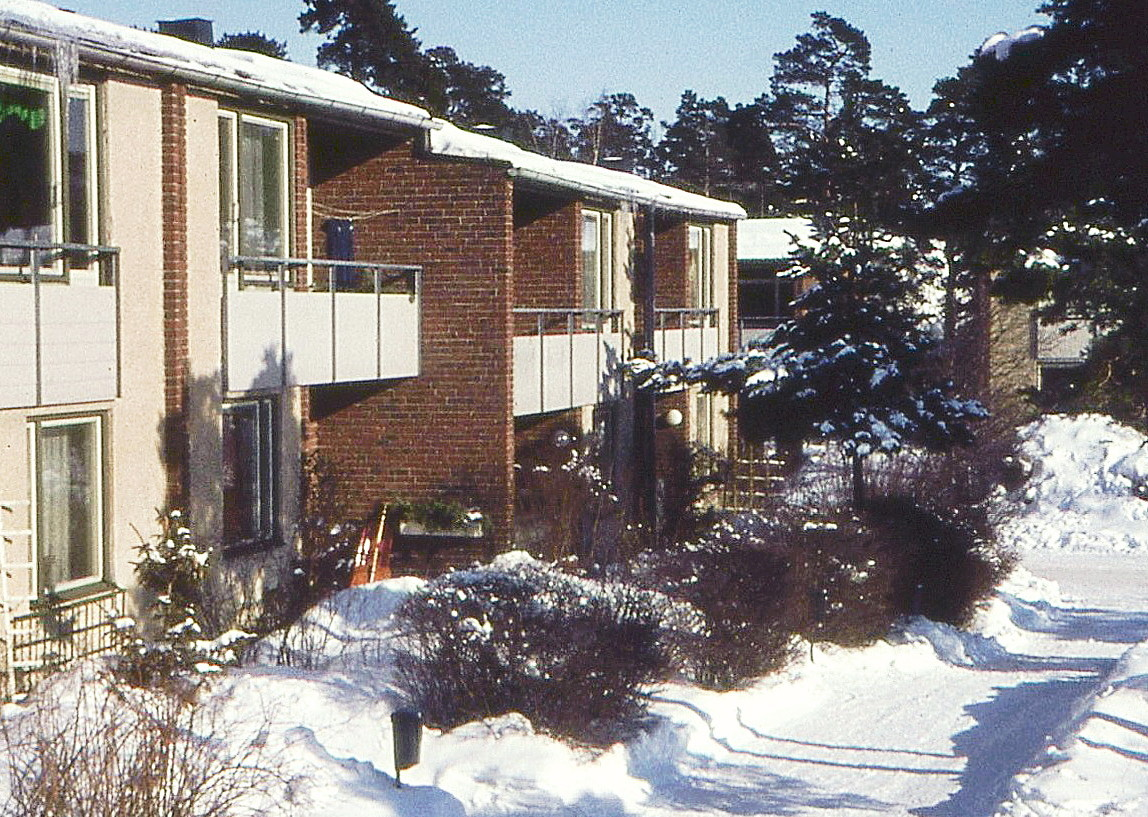
Die Reihenhaussiedlung Riksrådsvägen (Winter 1983)

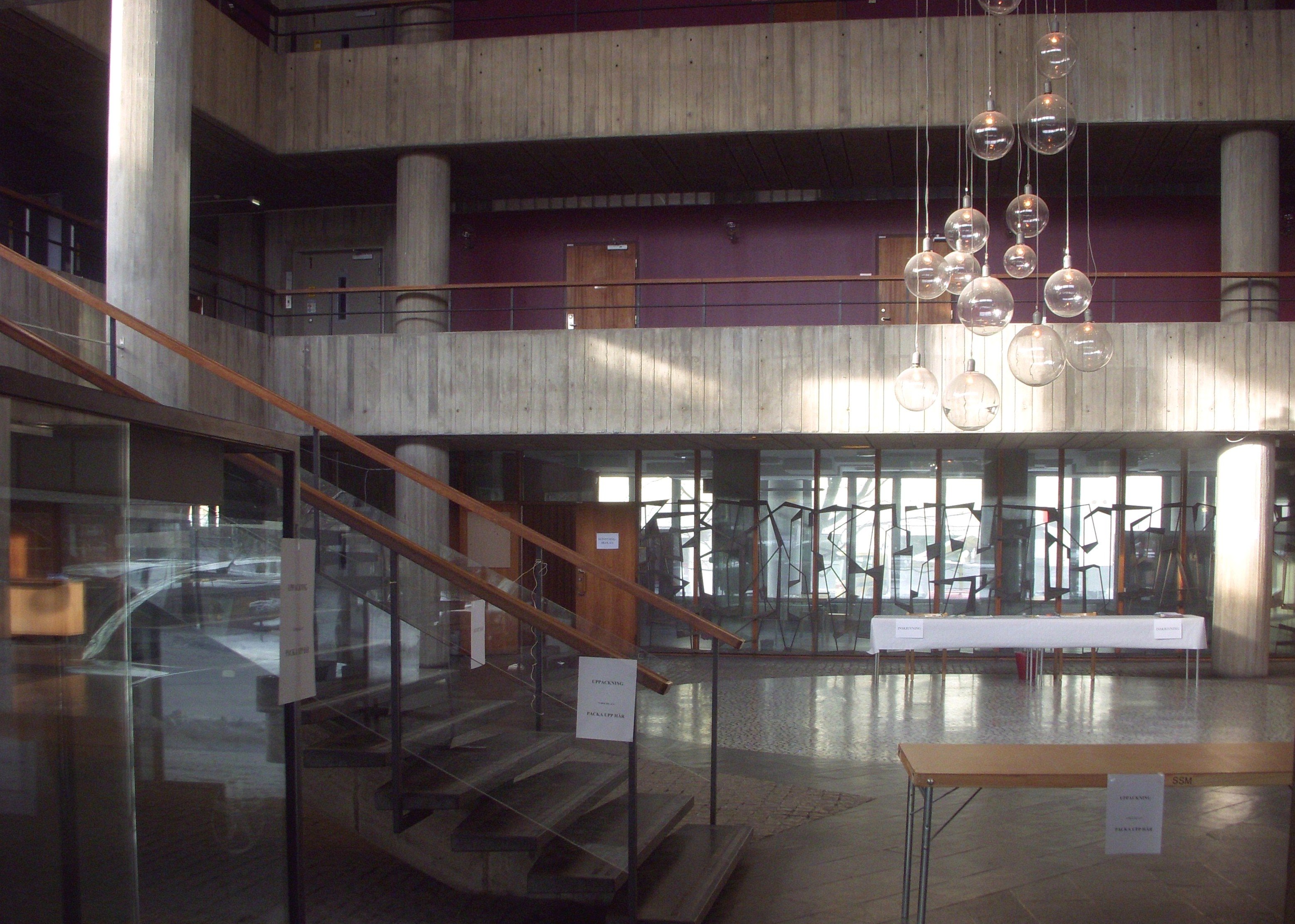
S:t Görans gymnasium (2012)

Léonie Geisendorf (geborene Kaplan; * 8. April 1914 in Łódź, Weichselland, Russisches Kaiserreich; † 17. März 2016 in Paris) war eine Architektin, die die längste Zeit ihres Lebens in Schweden gelebt und gewirkt hat.

## Leben
Léonie Geisendorf erhielt ihre Ausbildung an der Eidgenössischen Technischen Hochschule in Zürich und praktizierte danach bei dem renommierten Architekten Le Corbusier, der ihr Inspirateur und Lehrmeister wurde. Als sie 1938 nach Schweden kam, arbeitete sie unter anderem im Architekturbüro der schwedischen Konsumgenossenschaft (Kooperativa Förbundet) und bei Paul Hedqvist. Im Jahr 1950 gründete sie in Stockholm ein eigenes Büro, zusammen mit ihrem Mann Charles-Edouard Geisendorf (1913–1985), der während des Zweiten Weltkrieges aus der Schweiz nach Schweden gekommen war. Eine ihrer frühen Arbeiten war die Reihenhaussiedlung Riksrådsvägen in Stockholm, die sie zusammen mit ihrem Mann während der Jahre 1953 bis 1956 entwarf. Die Architektur dieser Reihenhaussiedlung zeigt deutliche Einflüsse Le Corbusiers.
Im Jahr 1965 bildete sie zusammen mit den Architekten Ralph Erskine und Anders Tengbom die so genannte EGT-Gruppe, die unter anderem an den Architekturwettbewerben im Rahmen der Umgestaltung der Stockholmer City (Norrmalmsregleringen) teilnahm und einen vieldiskutierten Alternativvorschlag vorlegte, der jedoch nicht verwirklicht wurde. Zu weiteren Arbeiten gehören das Studentenhaus Fyrtalet von 1966 und das S:t Görans gymnasium von 1961, das in unbehandeltem Beton gebaut und im brutalistischen Stil entworfen ist.
Seit 1995 war Léonie Geisendorf Ehrendoktor an der Fakultät für Architektur der Königlich Technischen Hochschule in Stockholm. 2003 erhielt sie die Prinz-Eugen-Medaille.